# San Vito Chietino
San Vito Chietino è un comune italiano di 5 146 abitanti della provincia di Chieti in Abruzzo. Denominato originariamente solo San Vito, adottò nel 1863 l'aggiunta dell'aggettivo Chietino nel nome, riferito alla provincia di appartenenza. La cittadina è una delle principali stazioni balneari della Costa dei Trabocchi.

## Geografia fisica

### Territorio
San Vito Chietino è collocata su uno sperone roccioso che raggiunge i 122 m.s.l.m. che si allunga fino al mare, godendo di un paesaggio aperto sull'Adriatico e sul tratto di costa compreso fra Ortona a Vasto, in cui sono visibili alcuni trabocchi, da cui tale litorale prende nome. Verso l'interno sono distinguibili la Maiella, massiccio situato a poche decine di chilometri dal centro abitato e, più in lontananza, il Gran Sasso d'Italia. Confina a settentrione con il comune di Ortona, ad Occidente con i comuni di Frisa, Lanciano e Treglio, a meridione con il comune di Rocca San Giovanni e ad Oriente con il mar Adriatico, dove, a breve distanza da San Vito, ha sbocco il fiume Feltrino. Il comune comprende, oltre al capoluogo comunale (1 797 abitanti nel 2001) numerose località e frazioni fra cui Marina di San Vito (o San Vito Marina, 1 075 abitanti nel 2001), situata sulla costa, e Sant'Apollinare (776 abitanti nel 2001) che si è sviluppata nell'entroterra, in un'area collinare caratterizzata dalla presenza di vigneti e oliveti.

### Clima
Il clima, già piuttosto mite per la latitudine, risente dell'influenza del mare che mitiga i rigori invernali e le calure estive. La temperatura media annua è di 14,6 °C con una media invernale di 7,4 °C (il mese più freddo è gennaio con 6,3 °C) e una media estiva di 22,3 °C (il mese più caldo è luglio con 23,3 °C). Le precipitazioni pari a circa 700-750 mm annui di media sono più frequenti nella stagione autunnale e in quella invernale. L'estate non presenta tuttavia la siccità tipica di altre aree dell'Italia centrale e meridionale.
| San Vito Chietino   | Mesi | Mesi | Mesi | Mesi | Mesi | Mesi | Mesi | Mesi | Mesi | Mesi | Mesi | Mesi | Stagioni | Stagioni | Stagioni | Stagioni | Anno |
| San Vito Chietino   | Gen  | Feb  | Mar  | Apr  | Mag  | Giu  | Lug  | Ago  | Set  | Ott  | Nov  | Dic  | Inv      | Pri      | Est      | Aut      | Anno |
| ------------------- | ---- | ---- | ---- | ---- | ---- | ---- | ---- | ---- | ---- | ---- | ---- | ---- | -------- | -------- | -------- | -------- | ---- |
| T. max. media (°C)  | 9,4  | 11,0 | 13,1 | 16,6 | 20,4 | 24,9 | 27,9 | 27,6 | 24,4 | 19,8 | 15,2 | 11,8 | 10,7     | 16,7     | 26,8     | 19,8     | 18,5 |
| T. media (°C)       | 6,3  | 7,4  | 9,4  | 12,5 | 16,3 | 20,6 | 23,3 | 23,1 | 20,2 | 16,0 | 11,9 | 8,5  | 7,4      | 12,7     | 22,3     | 16,0     | 14,6 |
| T. min. media (°C)  | 3,2  | 3,8  | 5,8  | 8,5  | 12,3 | 16,4 | 18,7 | 18,6 | 16,0 | 12,3 | 8,6  | 5,2  | 4,1      | 8,9      | 17,9     | 12,3     | 10,8 |
| Precipitazioni (mm) | 69   | 55   | 63   | 62   | 44   | 42   | 37   | 47   | 63   | 79   | 86   | 87   | 211      | 169      | 126      | 228      | 734  |

- Classificazione climatica: zona C, 1 379 GG

## Storia

### Periodo romano
Le prime notizie sul paese risalgono all'età romana quando già esisteva un porto frentano presso il torrente Feltrino; in epoca imperiale il porto venne utilizzato dai romani per i collegamenti oltre l'Adriatico ma ebbe anche importanza per le navi mercantili. Di quel periodo rimane parte del vecchio porto di località Murata Bassa, vicino all'attuale lungomare di Gualdo di San Vito Marina. Il borgo, invece, non aveva perduto la propria popolazione, come ci è testimoniato da una chiesa in onore di San Vito Martire di epoca paleocristiana.

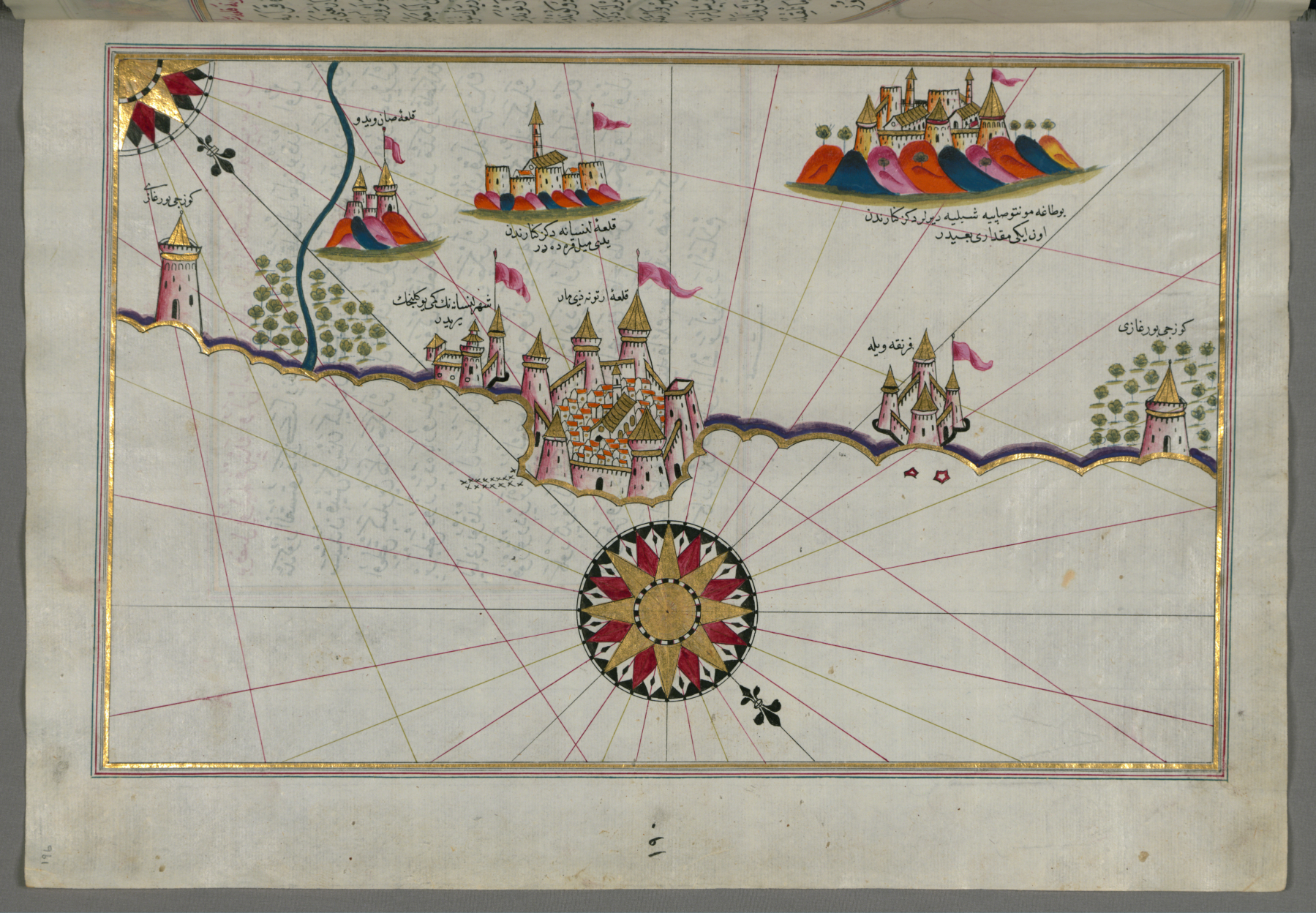
Carta dell'ammiraglio Piri Reis (XV secolo), veduta di Lanciano, dell'Adriatico con i castelli attorno, compreso San Vito

### Età Medievale
Dopo la caduta dell'Impero romano d'Occidente San Vito seguì le sorti dell'area di appartenenza: fu occupata prima dai Goti (V - VI secolo), poi, dai bizantini (VI secolo) e dai longobardi (a partire dalla seconda metà del VI secolo), che fondarono il ducato di Spoleto, cui la località appartenne fino alla conquista normanna avvenuta nell'XI secolo. In quest'ultimo periodo il litorale visse un periodo di declino, il porto venne abbandonato e si ricoprì di pietre e detriti fluviali. In età alto medievale venne edificato un castello detto "Castellalto" di cui non si hanno notizie precedenti l'anno 1000. Nei secoli successivi san Vito e l'intero Abruzzo divennero parti integranti prima del Regno di Sicilia, poi del Regno di Napoli. In epoca angioina, un documento redatto nel 1385 attesta che la proprietà del porto di Gualdum (come ancora veniva denominato all'epoca), spettava all'Abbazia di San Giovanni in Venere.

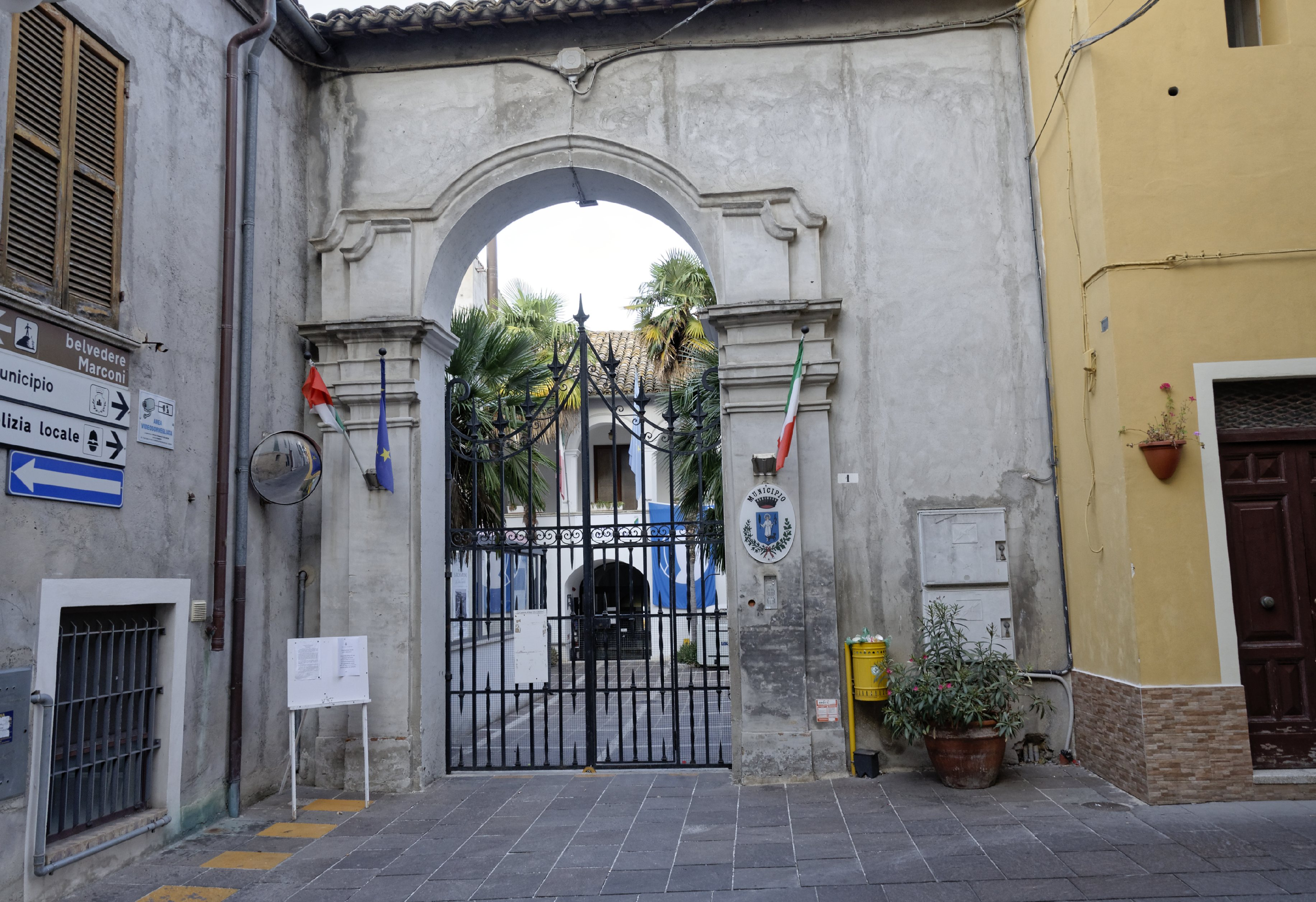
Arco di ingresso del Palazzo Municipale in corso Mazzini

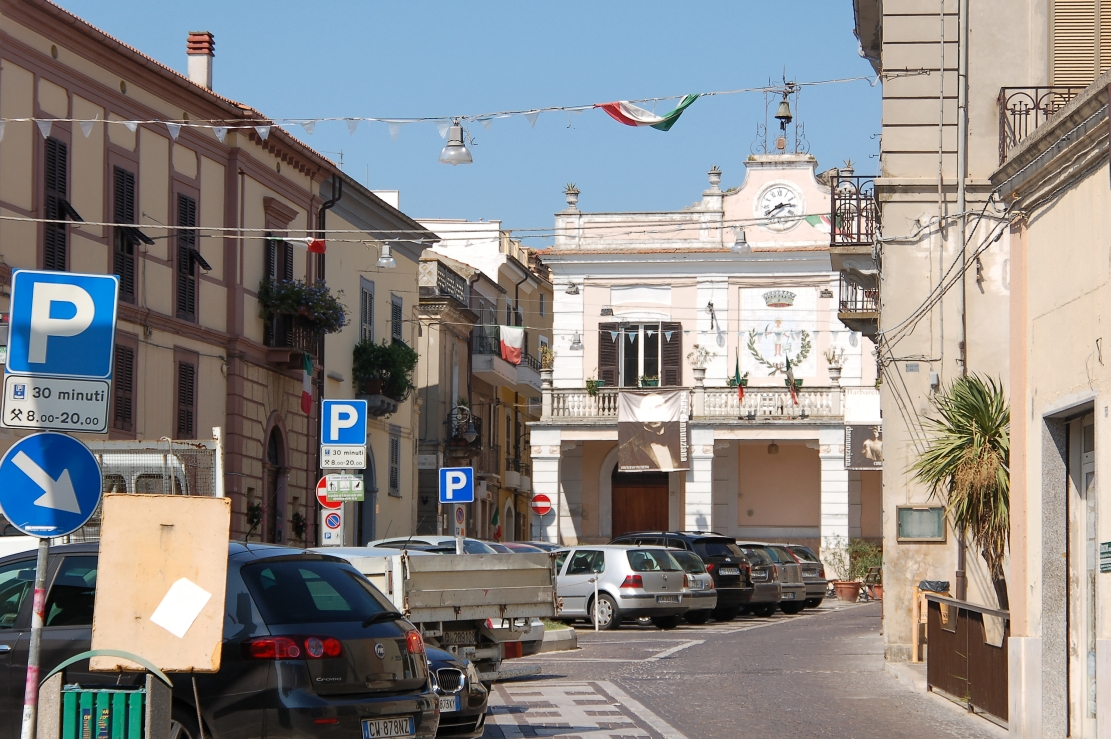
La piazza Garibaldi e l'ex municipio, ora sede della Polizia Locale dell'Unione dei Comuni

Nel XIV secolo gli abitanti del feudo di Sanctum Vitum si schierarono dalla parte del papa Urbano VI e il castello venne depredato dai gregari dell'antipapa Clemente VII comandati da Ugone degli Orsini. L'abate di San Giovanni in Venere (Fossacesia) chiese allora aiuto a Anxanum (l'odierna Lanciano) che però, dopo aver inviato un esercito che disperse gli assalitori, riuscì a volgere la situazione a proprio vantaggio facendosi dare in enfiteusi perpetua il feudo dall'abbazia di San Giovanni in Venere, mediante il pagamento di un canone di sessanta carlini d'argento. Il comune di Lanciano, in seguito, vedendo la floridezza economica raggiunta dal porto di San Vito, decise di conquistarlo. Gli abitanti della città marittima commerciale di Ortona iniziarono allora a preoccuparsi, e, temendo di perdere la propria supremazia marittima in zona, spinsero Ladislao, all'epoca sovrano del Regno di Napoli, a far revocare l'autorizzazione concessa a Lanciano di ristrutturare il porto. In tal modo però, si aprì un lungo periodo di lotte tra Lanciano ed Ortona. Nel 1427 San Giovanni da Capestrano riportò una pace provvisoria fra le due città stabilendo il confeudo del paese. Con la morte di Ladislao e con le conseguenti lotte per la sua successione, Lanciano ne approfittò per ristrutturare il porto, entrando così in guerra aperta con Ortona, che assoldò un pirata incaricato di demolire le strutture portuali di San Vito. Costui ne approfittò per depredare l'abitato e instaurare nella contrada un clima di terrore. Lanciano tuttavia riuscì a conservare il feudo di San Vito. Durante il periodo aragonese (1442-1501), il porto di San Vito venne usato per le fiere di Lanciano e il commercio marittimo. Il documento che attesta il periodo di pace tra Lanciano ed Ortona si trova ora presso la Biblioteca comunale di Lanciano

### Età moderna e contemporanea
Con la decadenza delle fiere lancianesi, anche il porto di San Vito decadde nuovamente, e Lanciano decise di vendere il porto col relativo feudo di San Vito Chietino a un certo Sancho Lopez nel 1528. Negli anni seguenti il feudo passò di signoria in signoria: tra cui i Caracciolo, famiglia cui apparteneva Ferdinando Caracciolo, duca di Castel di Sangro, ultimo feudatario di San Vito. Durante il Regno delle Due Sicilie San Vito, costituitosi in comune, divenne sede dell'omonimo Circondario, pur continuando ad appartenere al Distretto di Lanciano. Durante il Risorgimento si distinse nella lotta anti-borbonica. Nel 1863 la città assunse legalmente la denominazione con la quale è oggi conosciuta mediante l'aggiunta al toponimo di San Vito, dell'attributo Chietino, in riferimento alla propria provincia di appartenenza. Nel 1889 in un casolare conosciuto oggi come Eremo dannunziano soggiornò per alcuni mesi Gabriele D'Annunzio
Il 3 febbraio 1916, durante la prima guerra mondiale, una squadra austro-ungarica formata dall'incrociatore corazzato SMS Sankt Georg, da tre cacciatorpediniere e due torpediniere, bombardò Ortona e San Vito Chietino; l'azione distruttiva venne fortunosamente interrotta dall'intervento di un treno armato della Regia Marina munito di pezzi da 152/40 che con la sua controbatteria costrinse le navi ad interrompere l'azione; una lapide posta nell'area della ex stazione ferroviaria ricorda l'avvenimento.
Durante il secondo conflitto mondiale la cittadina subì danni di notevole entità a causa dei bombardamenti aerei e terrestri di cui fu vittima, tanto da venire inserita fra i 35 comuni abruzzesi "sinistrati dalla guerra" (di cui 21 nella sola Provincia di Chieti) e pertanto tenuti a dotarsi di un piano di ricostruzione. La vicinanza alla Linea Gustav e il coinvolgimento della cittadina, seppure in forma marginale, nella battaglia di Ortona (dicembre 1943), che, nella sua fase culminante, fu combattuta a meno di 10 chilometri di distanza in linea d'aria da San Vito, possono, in gran parte, spiegare le distruzioni materiali e le perdite umane che si produssero. Alcuni edifici storici, fra cui il Castello medievale, riportarono danni considerevoli, mentre una torre medievale, situata in Marina di San Vito, venne interamente rasa al suolo.

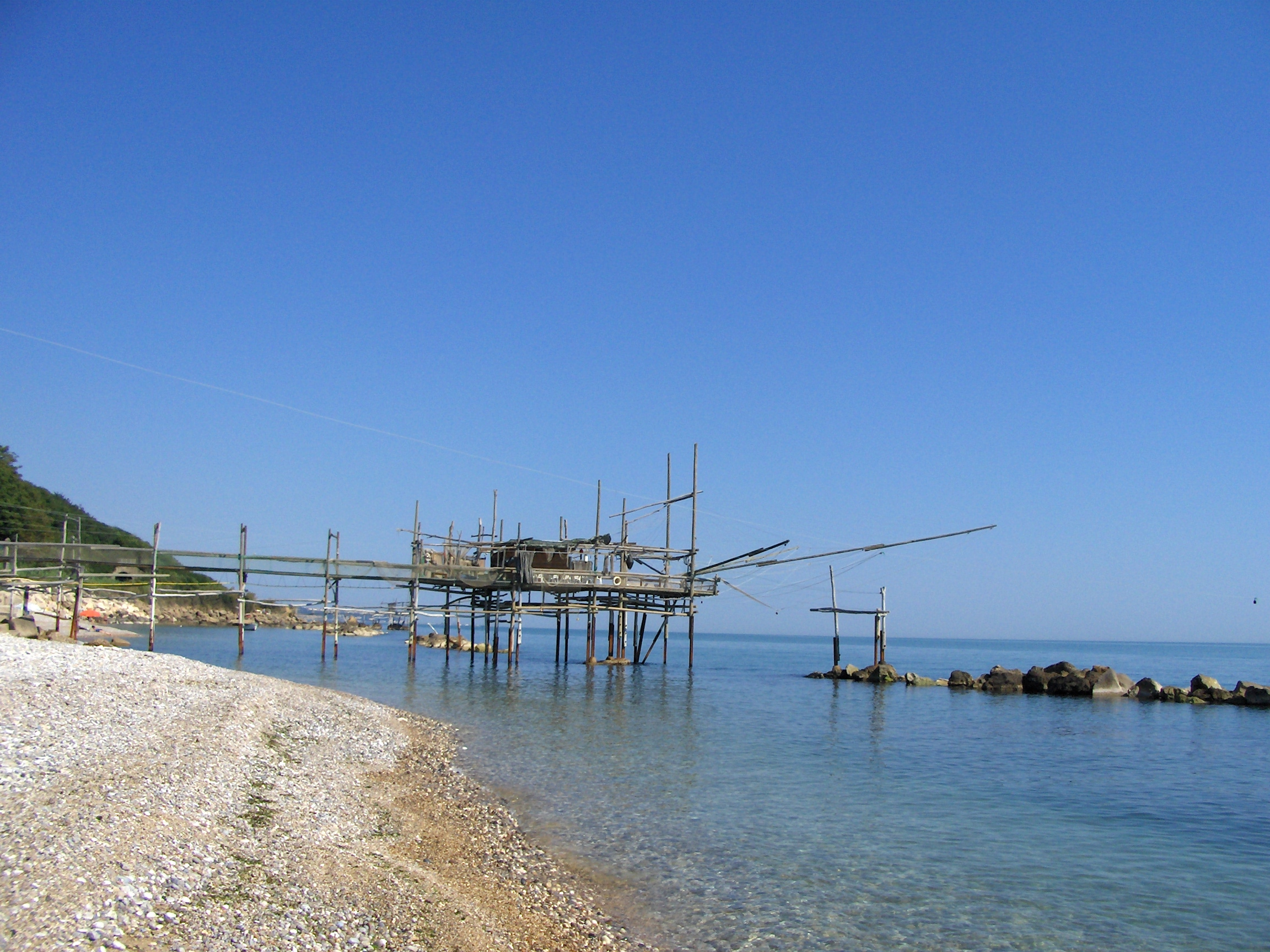
Il trabocco "Valle Grotte" presso la costa sanvitese

A partire dagli anni sessanta e settanta la frazione di San Vito Marina si è notevolmente sviluppata sia in virtù del turismo, sia grazie alle comunicazioni autostradali che in quegli anni ebbero la priorità sui trasporti su strada e ferroviari. Nel 1969 entrò in funzione la tratta autostradale Pescara - Vasto, con una uscita, quella di Lanciano, situata a soli 4 km di distanza da San Vito Chietino. Nel 1973 fu aperto l'intero tratto Bologna-Bari e nel 1975 l'autostrada fu completata fino a Taranto. Per quanto riguarda le comunicazioni ferroviarie, è stata aperta al pubblico, in età più recente, la nuova Ferrovia Sangritana (2005), con collegamento Pescara-Ortona-Lanciano-Vasto.

## I Trabocchi
I trabocchi furono inventati nel XVIII secolo da famiglie ebree di pescatori, sulla costa di San Vito. Il trabocco più antico è infatti quello di Punta Turchino, descritto anche da D'Annunzio in uno dei suoi più celebri romanzi, Il trionfo della morte (1894), ma già citato in lettere a Barbara Leoni sua amante nel 1889, e ricostruito nel 2016 in seguito alla distruzione avvenuta due anni prima a causa di una violenta mareggiata. Successive costruzioni si ebbero anche in Puglia (Vieste e Peschici). Oggi i trabocchi sono stati ricostruiti ed ampliati rispetto ai precedenti originali, ma non sono più funzionali al loro scopo precipuo, ovvero quello della pesca.

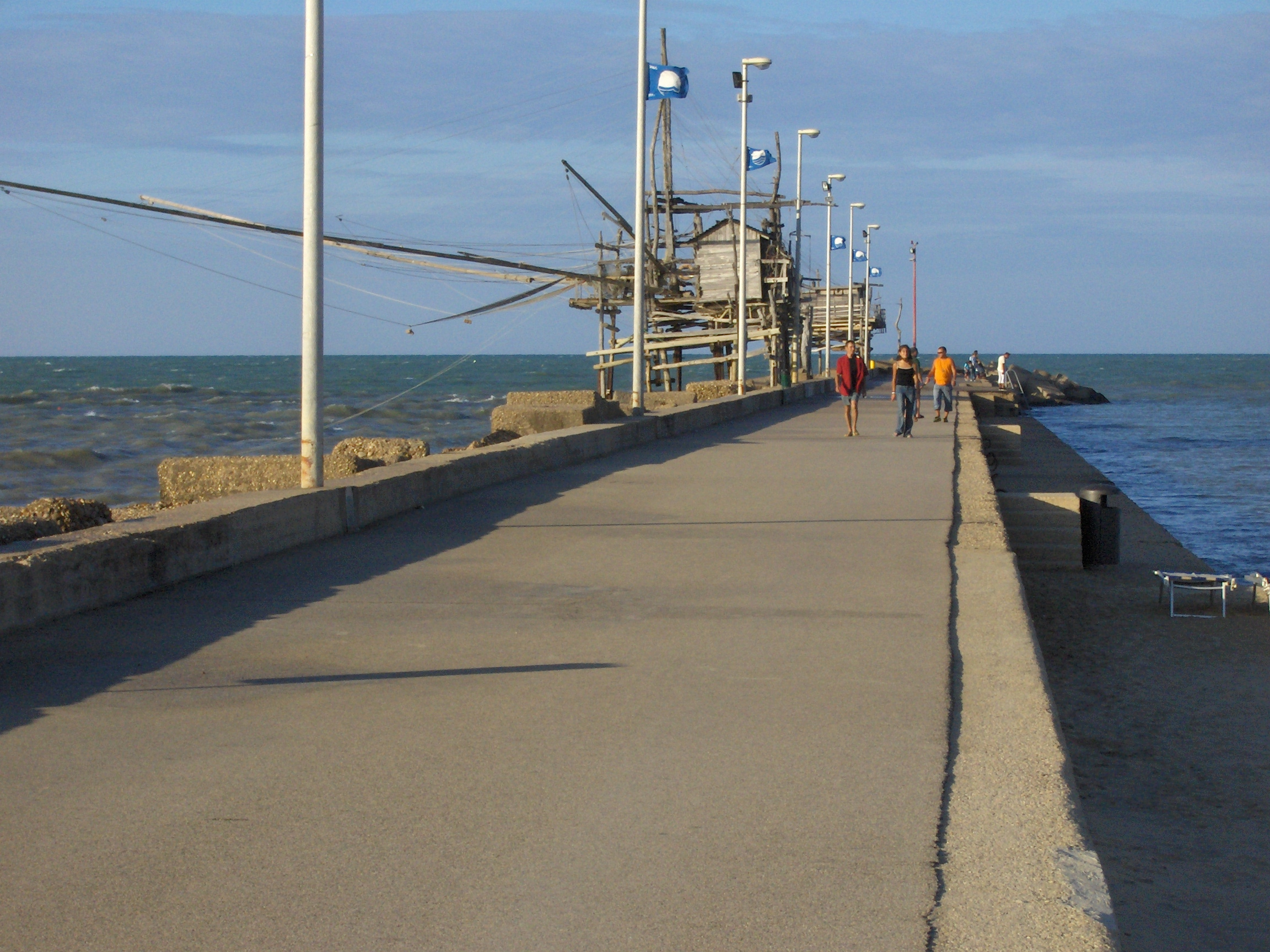
Il porto di San Vito Chietino (2006), lungomare di Gualdo, con i Trabocchi "Vento di Scirocco" e "San Giacomo"

Diversamente non potrebbe essere, anche perché, nonostante gli importanti interventi di raccolta delle aste fognarie effettuati dai comuni del bacino imbrifero fin dagli anni sessanta, il funzionamento non sempre a pieno regime degli impianti di depurazione che sussiste ancor oggi ha permesso in varie occasioni l'accumulo di una certa quantità di agenti inquinanti nel torrente Feltrino che sfocia nei pressi del molo, rendendo non sempre commestibile l'eventuale ittiofauna pescata. I trabocchi nell'area comunale sanvitese sono:
- Trabocco Mucchiola (confine Ortona-San Vito, località Ripari)
- Trabocchi "Vento di Scirocco" e "San Giacomo", sul pontile del lungomare di Gualdo, presso la Marina
- Trabocco Punta Fornace, su viale Colombo, lungo la SS 16
- Trabocco Turchino (calata Turchino, località Fosso San Fino)
- Trabocco Annecchini (località Fosso San Fino, sotto il promontorio dannunziano)
- Trabocco Traforetto (SS 16, località Portelle)
- Trabocco Valle Grotte (SS16, località Fosso Canale)

## Monumenti e luoghi d'interesse

### Architetture religiose
San Vito Chietino

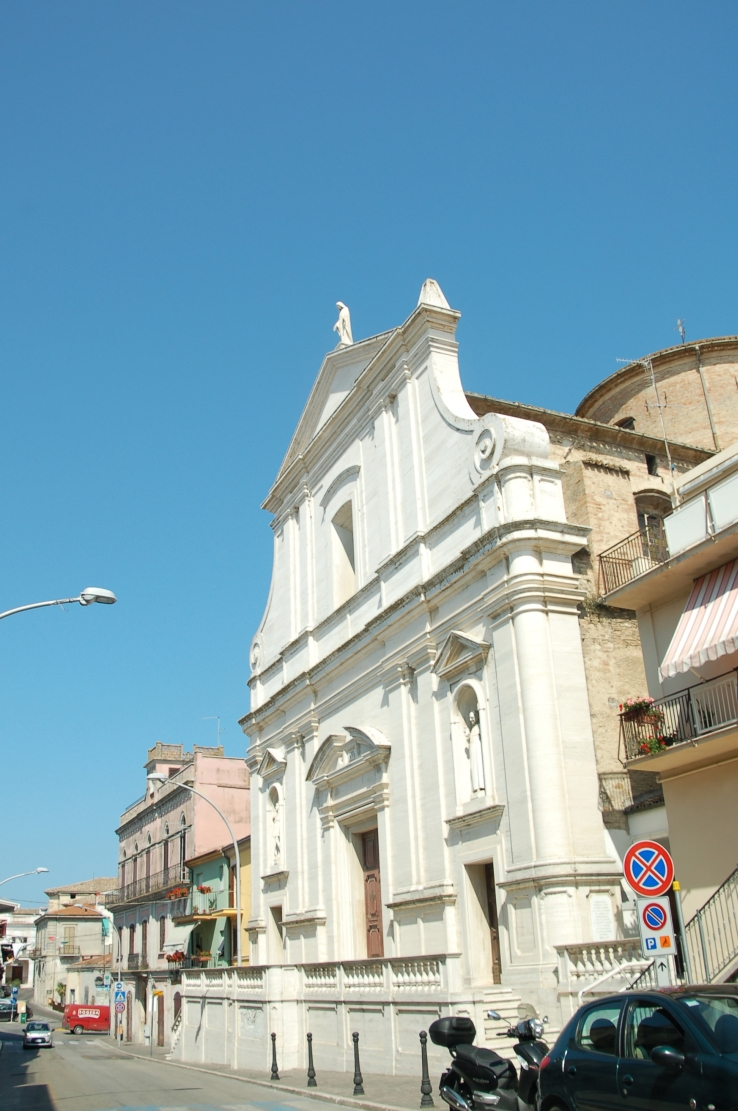
La facciata della chiesa dell'Immacolata Concezione

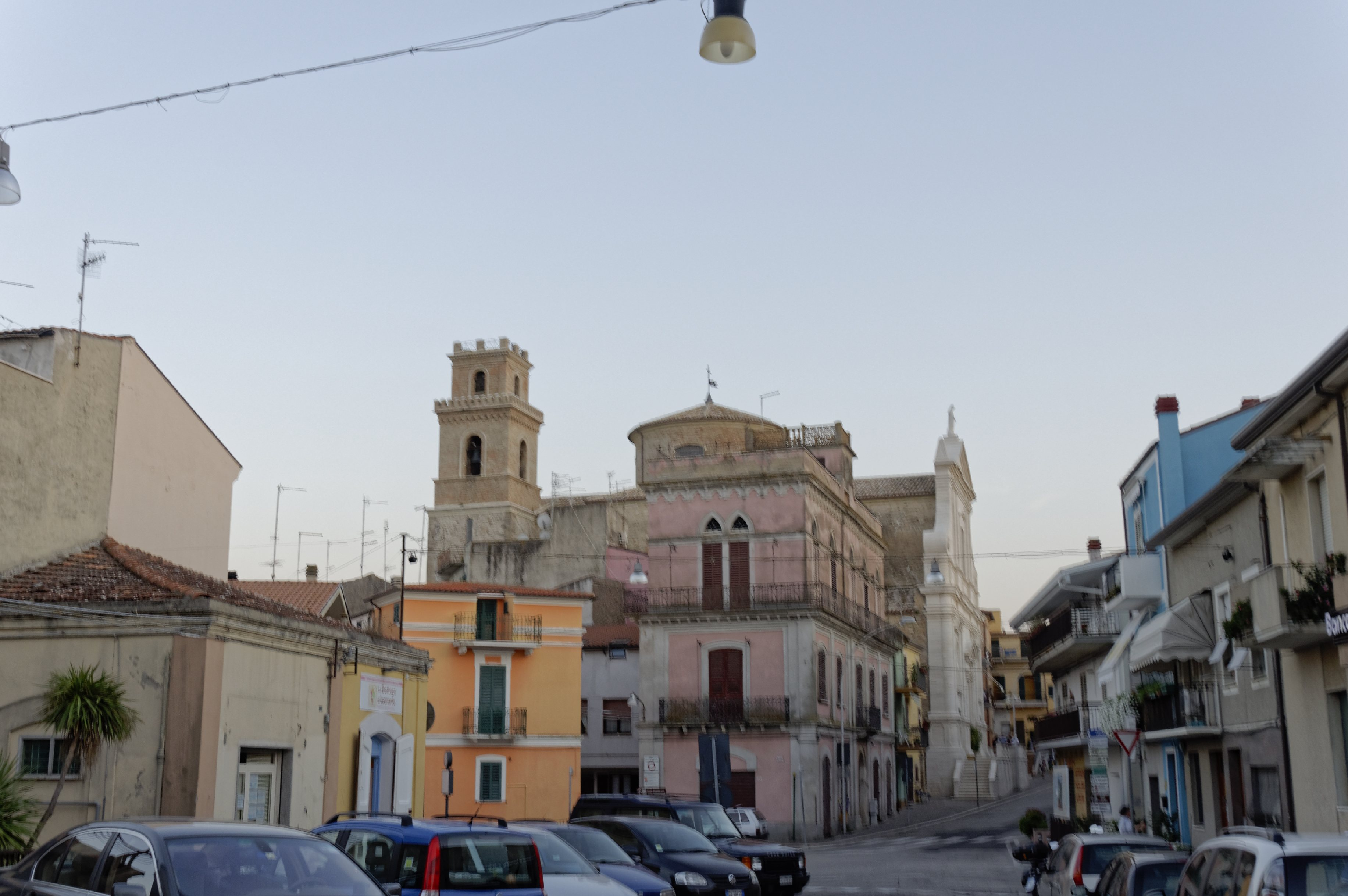
Veduta da Piazza Garibaldi della Parrocchia dell'Immacolata Concezione

- Chiesa di San Francesco da Paola. È sita presso il belvedere Marconi nella parte estrema del colle in affaccio sul mare. È una cappella di uso privato della famiglia Lucà-Dazio e Tosti. La chiesa è stata interamente ricostruita nel 1720. L'impianto ad aula unica suddivisa da due campate e con decorazioni in stucco. L'altare e posto sotto una nicchia con una statua di Cristo. La facciata è suddivisa da due paraste in stile dorico. Inoltre nella facciata vi sono due aperture rettangolari, una nicchia posta fra due edicole semicircolari, una finestra rettangolare ed un'altra finestrella a forma di occhio che permette l'aerazione del sottotetto. Nel 2006 è stata dichiarata di interesse culturale.[13]

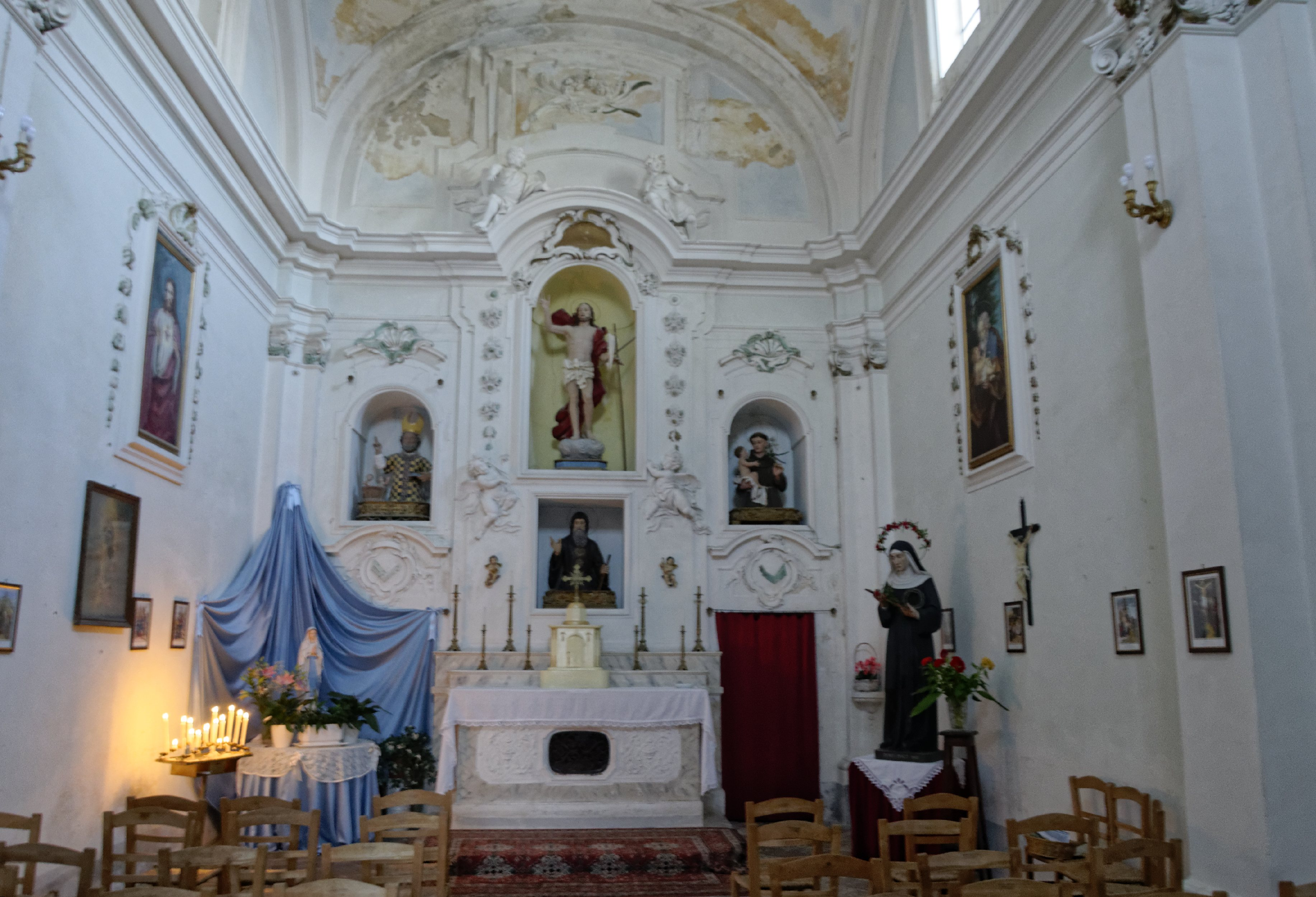
Interno della chiesa di San Francesco da Paola (2015), prima del restauro

- Chiesa dell'Immacolata Concezione e San Vito Martire. È sita in Corso Matteotti, ed è la parrocchia del centro superiore di San Vito. La fondazione risale alla seconda metà dell'Ottocento. La facciata è in stile tardo-cinquecentesco, e risale al 1910, come dice l'iscrizione del portale. La facciata è preceduta da una scalinata è rivestito da travertino. Le due nicchie sopra i due portali laterali ospitano le statue di San Vito e di papa Giovanni XXIII. Il campanile a torre merlata, è posto sul retro della chiesa ed è scandito da cornici marcapiano. L'interno è suddiviso da colonne corinzie e a croce greca con abside semicircolare. Nella chiesa vengono conservate delle opere di oreficeria del XV secolo fra cui una croce d'argento cesellato e delle tele del cinque-seicentesche.[14] Nel 2016 è stata restaurata completamente con tinteggiatura degli interni e degli esterni.

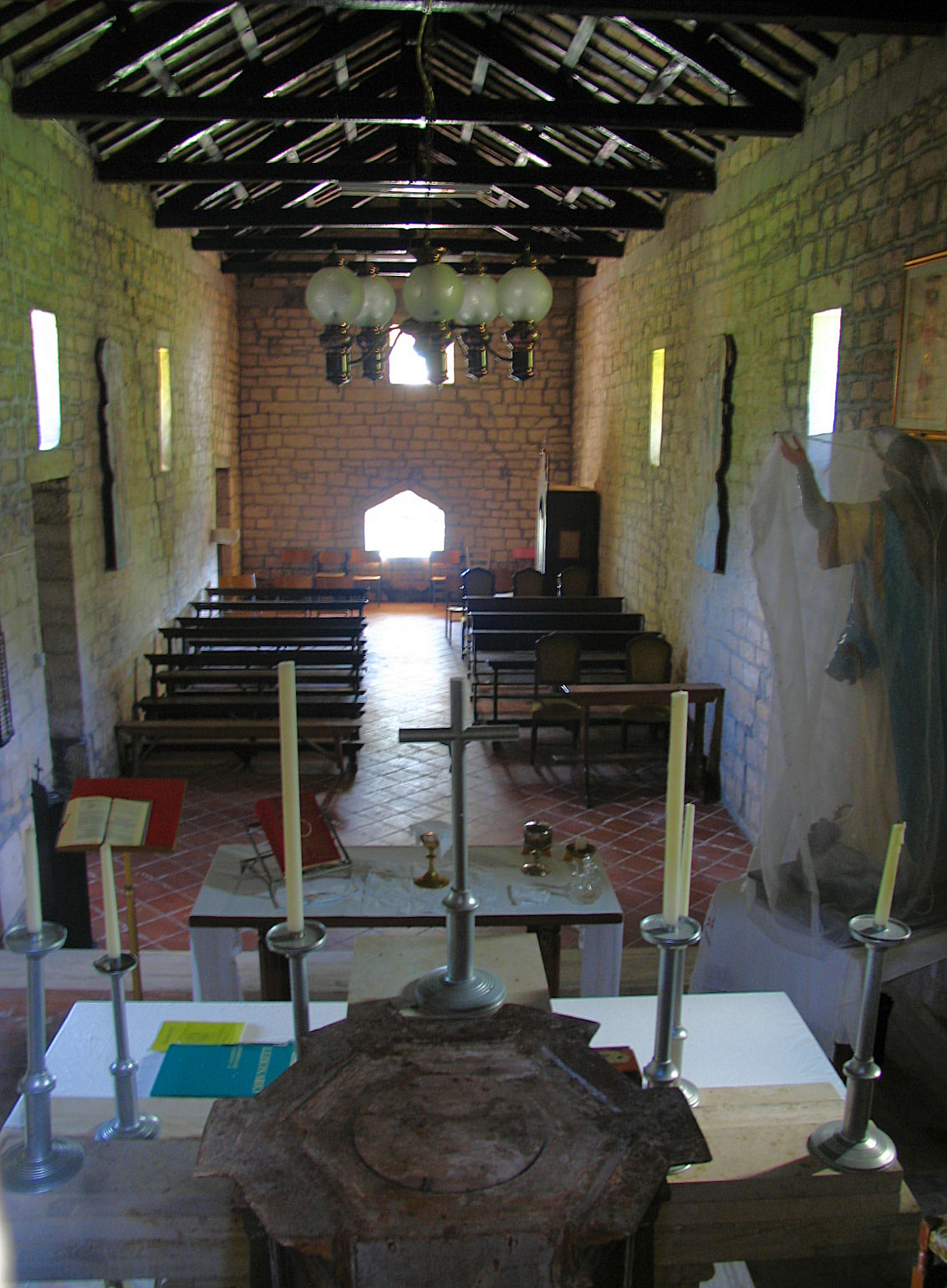
Chiesa della Madonna delle Vigne, in contrada Sciutico, interno

- Chiesa della Madonna del Porto. È sita a San Vito Marina, realizzata negli anni '60, l'esterno per l'impianto rispecchia le basiliche romaniche di Roma, con abside retrostante semicircolare. L'interno è a navata unica con cappelle laterali e travi prefabbricate in cemento armato. Risale alla seconda metà del XX secolo. L'ingresso della chiesa è preceduto da un porticato con tre fornici che ripercorrono i tre ingressi. L'esterno è in mattoni rossi, con facciata a capanna, una scenografica scalinata permette l'accesso dalla strada. Un campanile è sito nel lato orientale della chiesa, è a pianta quadrangolare, a torre, dotato di orologio, e due campane interne. Molto bella è la processione in mare durante uno dei giorni della festività, precisamente l'ultima domenica di luglio.[15]
- Chiesa di San Rocco. Posta in via San Rocco, venendo da Lanciano, sarebbe di fondazione seicentesca, in ringraziamento del santo di Montpellier da parte del popolo, per essere sfuggito alla pestilenza, tuttavia l'aspetto attuale è tardo ottocentesco, in stile neoclassico, con la facciata in finto bugnato pseudo rinascimentale, l'interno è decorato da stucchi dipinti tardo barocchi.

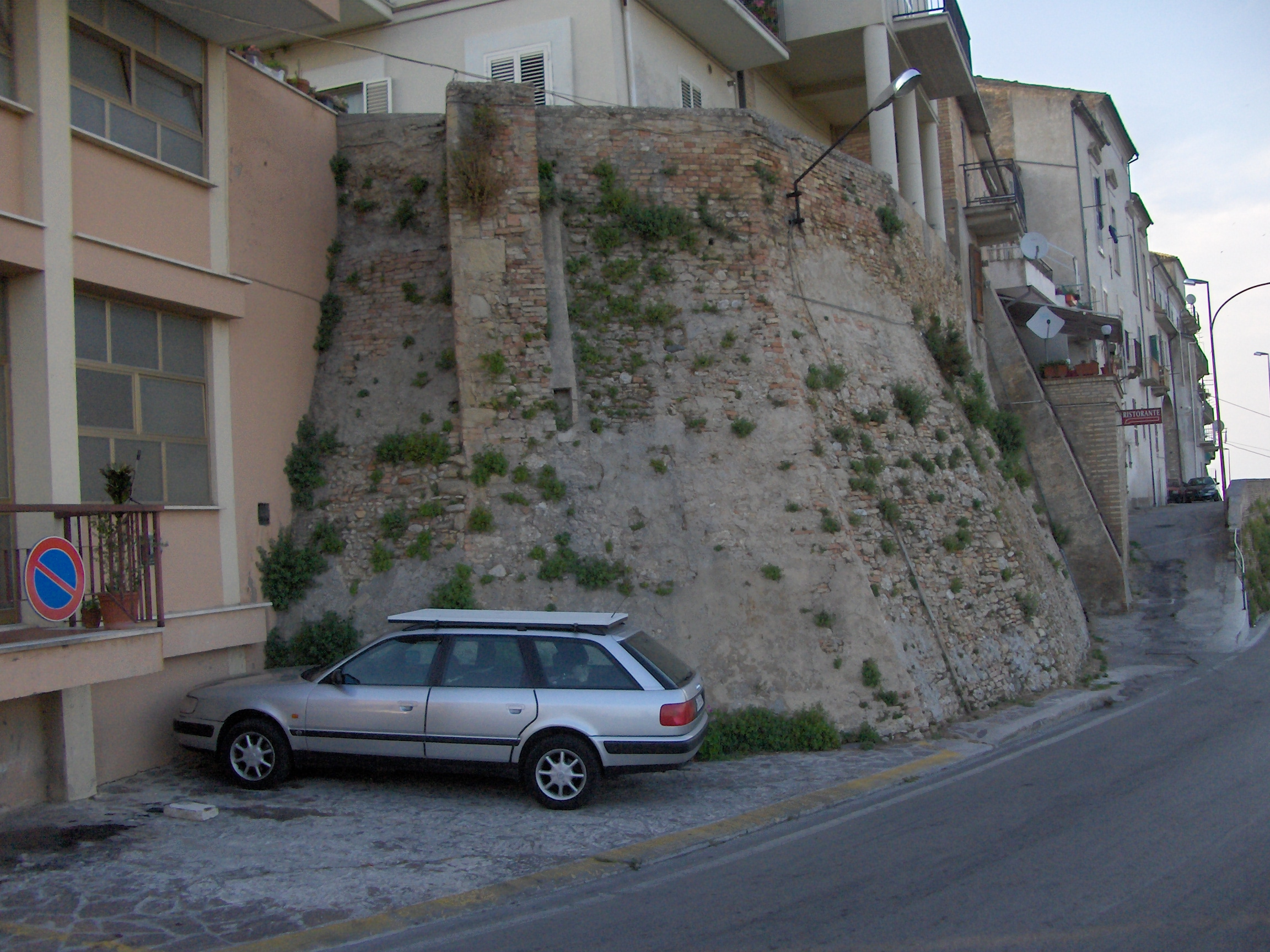
La mura del castello, via Orientale

Sant'Apollinare Chietino e altre contrade
- Chiesa di San Rocco. È sita sul belvedere di Sant'Apollinare Chietino, realizzata nel XIX secolo sopra una cappella preesistente. È a navata unica coperta da capriate. La facciata è semplice con timpano triangolare il quale ospita due campame. Recentemente è stata restaurata.[16]
- Chiesa di San Gabriele dell'Addolorata. È sita in località Bardella presso l'autostrada A14. Fu edificata mediante un progetto realizzato da Vito Iezzi del 1981. I lavori cominciarono nel 1982 e terminarono nel 1986. L'inaugurazione avvenne il 31 maggio con la presenza dell'arcivescovo Antonio Valentini. Particolarità dell'edificio è l'urna interna con le reliquie di San Gabriele. Fra il 1992 ed il 1995 venne ultimato il salone sotto la chiesa. La facciata principale è preceduta da una scalinata. L'accesso è preceduto da un portico. L'interno è ad aula unica con presbiterio e sagrestia.[17]
- Chiesa della Madonna delle Grazie. È sita nella frazione Sant'Apollinare, ed è la sua chiesa principale. Mancano dati certi della sua fondazione, tuttavia si può attestare alla fondazione del centro abitato, verso il XIII-XIV secolo, e forse l'antico santo dedicatario era proprio Apollinare, ma qualcuno vuole la fondazione all'epoca dei bizantini; attualmente mostra un aspetto tardo settecentesco, con l'esterno in laterizio. La facciata principale è in mattoni. Il portale è posto fra due lesene ioniche che sorreggono una trabeazione che a sua volta sorregge un timpano triangolare. La torre campanaria è su quattro livelli. L'interno è ad aula unica suddivisa da tre campate con volta a vela. Il presbiterio è posto al termine della navata. Nell'interno vi è un mosaico in stile bizantino raffigurante l'"incoronazione della Vergine". Altre opere all'interno della chiesa sono: un organo, una campana del XVI secolo, un dipinto raffigurante la Madonna del XVII secolo ed una statua della Madonna delle Grazie in argento.[18]
- Chiesa della Madonna delle Vigne. È sita in contrada Sciutico. Terminata nel 1969 presenta un impianto con un'aula unica. La sagrestia è inglobata nel campanile. L'accesso è su un lato.[19]

### Architetture militari
- Resti del castello. Il castello fu costruito assieme all'abbazia di San Giovanni in Venere, cui fu donato da papa Pasquale II nel XII secolo. L'impervia collocazione del borgo antico, e la sua funzione di cittadella fortificata a mare, hanno favorito in un certo senso la conservazione delle tracce del castello, che successivamente è stato smantellato nel XVIII-XIX secolo, per permettere lo sviluppo della cittadina da Piazza Garibaldi al corso Matteotti, prima rinchiusa dalle mura, come visibile dal palazzo bastionato all'incrocio della piazza con via M. Bianco, o delle stesse mura del lato sud-est del castello, tra la piazza e via Orientale. Le porzioni murarie meglio conservate sono sia presso la piazza Garibaldi che alla metà di via M. Bianco. Sino al 1385 il feudo fu dell'abbazia di San Giovanni; probabilmente l'attuale palazzo comunale sul corso Mazzini, con il Teatro Due Pini, doveva essere la residenza del signorotto feudale.
- Ruderi della Torre di San Vito Marina: oggi sono scomparse quasi del tutto, vennero edificate lungo la costa nel XVI secolo per volere del re Carlo V di Spagna, e poi del suo successore il duca d'Alba, che affidò l'incarico a Carlo Gambacorta, marchese di Celenza, nel 1598. Il manoscritto di quest'anno, conservato nella biblioteca di Parigi, mostra i disegni di Gambacorta delle torri da realizzare: la torre di San Vito era quadrangoilare, molto grande, con quattro piccole torri dell'entroterra, sparse nel territorio di Lanciano, era distante 2 miglia dalla Torre del Moro di Ortona (loc. San Donato) con cui comunicava, e a sud con la Torre del Sangro, presso Fossacesia Marina, anch'essa scomparsa. Nella descrizione la torre mostra tre pezzi d'artiglieria grossi, cinque piccoli, un mortaio, tre archibugi del caporale; la torre si trovava presso l'antico porto in via Lungomare di Gualdo, era sotto la giurisdizione del signore di Lanciano, che provvedeva alla nomina di un castellano per 4 anni.

Dalla relazione si apprende anche che la torre del XVI secolo fu costruita sopra una originaria del 1395, rifatta nel 1427 dai lancianese e poi ristrutturata ancora nel 1842, quando era usata come porto doganale. La torre misurava 21 metri di lato, lo storico Vittorio Faglia non riuscì a trovarne tracce, scavando presso l'area archeologica di Murata Bassa, accanto al Feltrino, seppur indagando sulle carte del 1805 del Rizzi-Zanoni, e quella del 1854; tuttavia esistono delle fotografie del sanvitese Francesco Maria Borga che mostrano i ruderi della torre alla fine del XIX secolo preso la spiaggia della Marina, che doveva trovarsi proprio nel piazzale davanti alla scalinata dove oggi sorge la chiesa della Madonna del Porto. Prima della sua caduta, la torre era usata come ufficio doganale per le merci che approdavano al porto.

### Edifici civili

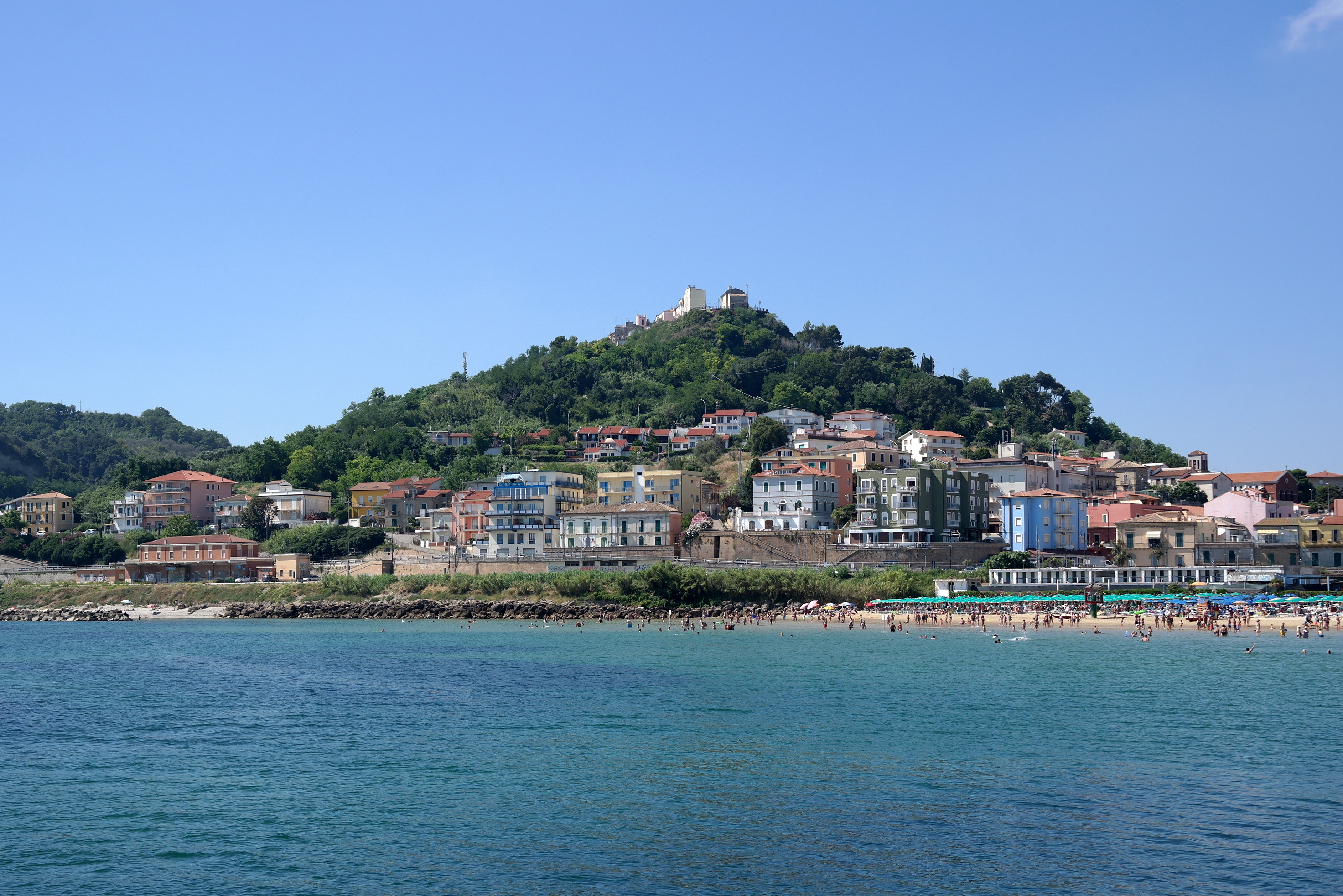
Veduta della frazione di San Vito Marina dal pontile del lungomare (diurna), sopra il colle veduta del paese alto

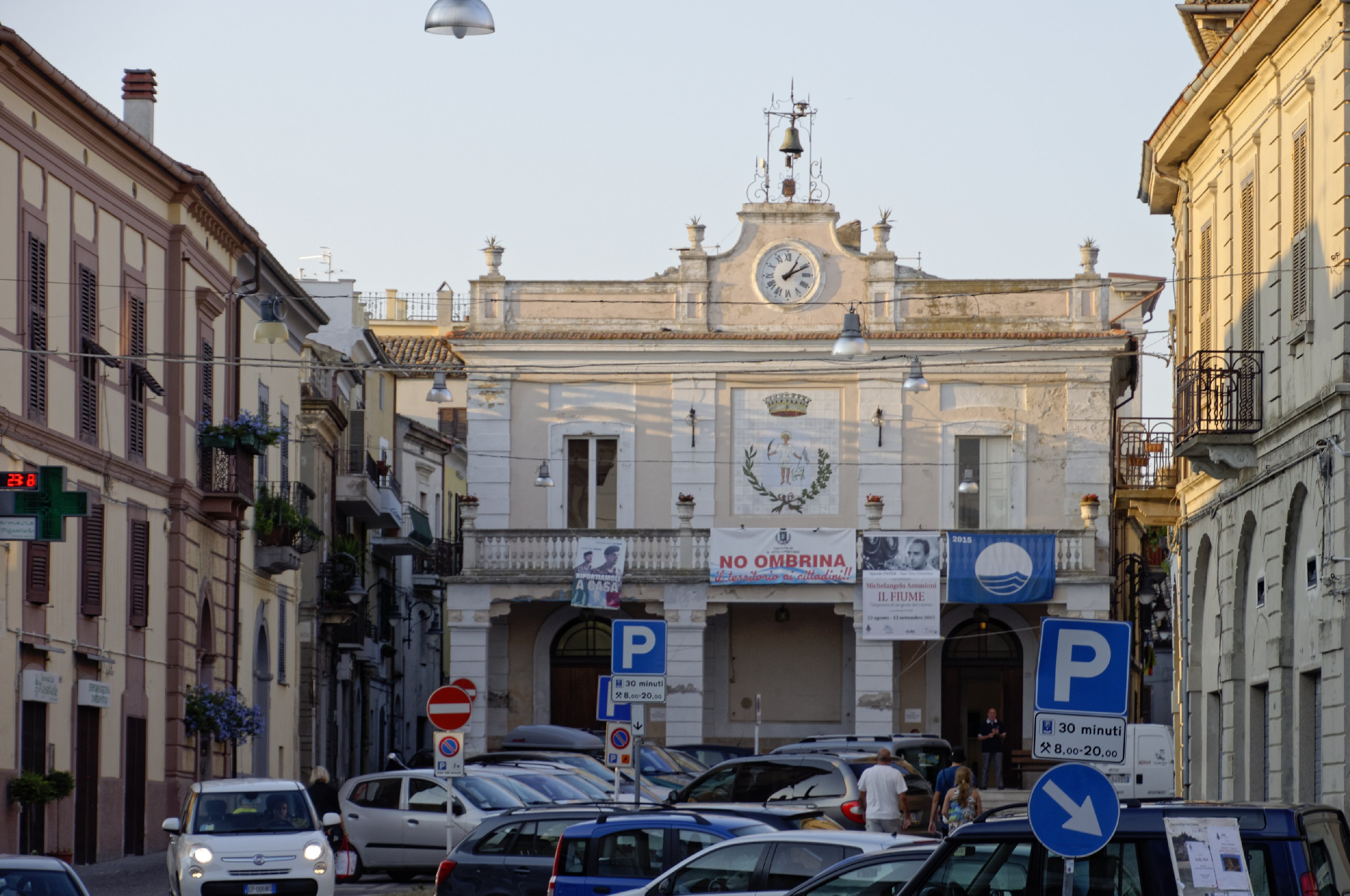
Palazzo Tosti in piazza Garibaldi

- Eremo dannunziano - Eremo delle Portelle. Anche se viene chiamato eremo si tratta di una casa rurale in località Portelle, in cui soggiornò Gabriele D'Annunzio nell'estate del 1889 con l'amica e ispiratrice Barbara Leoni che qui ha trovato sepoltura nel 2009, a sessanta anni dalla morte avvenuta a Roma nel 1949. La casa è situata ai bordi di un promontorio che si affaccia sull'Adriatico, a breve distanza dalla linea costiera, e anch'esso è considerato parte integrante dell'eremo. Visitabile su richiesta, appartiene a privati, ed è invalso l'uso, da parte di alcuni visitatori abituali di lasciare un fiore nell'ipogeo in cui è sepolta la Leoni.[20]. L'edificio, pur presentando forme ascrivibili all'architettura rurale ottocentesca abruzzese, si riallaccia stilisticamente, in una delle facciate, al neogotico tipico degli edifici pubblici di area lombarda[21] La pianta è a base quadrata e la costruzione è su due livelli. Al piano terra vi è un porticato che segue il piano superiore di cui la parte centrale della facciata è avanzata al resto dell'edificio. Ai lati vi sono due fornici. Il fronte è in arenaria. La parte dell'edificio utilizzata dal poeta non presenta elementi di degrado.[22].

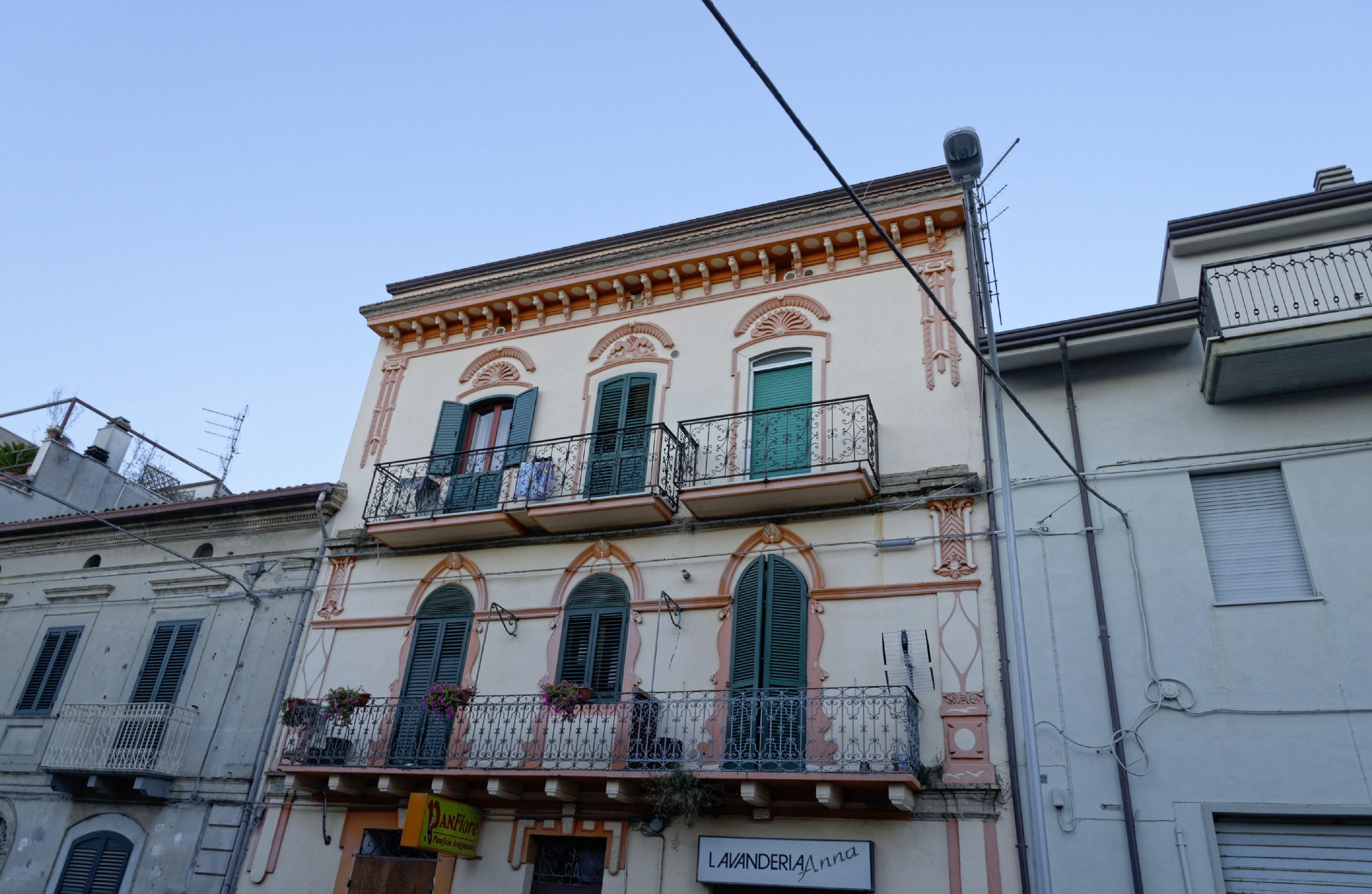
Palazzo Altobelli

Attualmente l'edificio è adibito a casa-museo dedicata a Gabriele D'Annunzio. Il promontorio, denominato anch'esso "dannunziano", si configura, come abbiamo già fatto accenno, come parte dell'eremo e ospita un piccolo centro di documentazione sulla flora e fauna marina della zona. È situato al di sopra del Trabocco Turchino, descritto e immortalato da D'Annunzio in uno dei suoi romanzi, Il trionfo della morte.
- Palazzo Tosti. È sito a piazza Garibaldi. La scarsità di documenti e fonti storiche rendono difficile la datazione della costruzione dell'edificio, tuttavia, vista l'analogia di altri edifici del periodo, si può ricondurre tra la seconda metà del XVIII secolo e la prima metà del XIX secolo. L'edificio è su tre livelli. Al pian terreno delle aperture incorniciate da elementi bugnati fanno accedere a dei negozi. Una cornice in laterizio separa il piano terra dal secondo piano. Le finestre del primo piano sono incorniciate da mattoni. Nel terzo livello quattro aperture immettono su altrettanti balconi sorretti da mensole. Gli angoli cantonali sono in laterizio ai primi due livelli, mentre all'ultimo sono decorati da paraste corinzie. Il fronte è coronato da un cornicione classico.[23]
- Palazzo Renzetti. È sito in Corso Trento e Trieste presso il Belvedere Marconi. Il palazzo risale alla metà dell'Ottocento. La facciata è degradata da vari segni del tempo come l'umidità di risalita, la caduta dell'intonaco e la malta usurata in più punti. Lo stabile si sivluppa su tre livelli. Al piano terra vi sono tre porte di cui due con arco a sesto ribassato ed uno è decorato con stile bugnato e presenta ai lati delle lesene che sorreggono una trabeazione che a sua volta sostiene il balcone sovrastante. Sopra le finestre dell'ultimo livello vi sono delle aperture circolari, sopra vi è la cornice di coronamento classico.[24]
- Palazzo D'Onofrio. È sito nel lato occidentale di contrada Sant'Apollinare, lungo via Trento e Trieste, preceduto da una grande porta ad arco a tutto sesto. Attualmente viene utilizzato come casa colonica della famiglia d'Onofrio. Numerosi documenti citano l'esistenza dell'edificio dal Medioevo, in alcuni viene addirittura citato come castello tipo: una bolla del papa Alessandro III del 1176, alcune carte geografiche dei Musei Vaticani del 1581 e una pianta del geometra Donato Forlani del 1873. Il fabbricato versa in uno stato di degrado per via di essere una residenza occasionale. L'accesso all'edificio è consentito per via di un portale in laterizio e coronamento ad arco. Il corpo di fabbrica è intonacato e circondato da un porticatocon archi di dubbia collocazione storica. Inoltre vi sono un cortile ed una serie di fabbricati usati come rimesse. Nella facciata principale è visibile la struttura originaria ove due dei tre livelli sono caratterizzati da contrafforti a scarpa e costituiti di pietra sbozzata.[25]
- Palazzo Altobelli. È sito a Corso Trento e Trieste. Verosimilmente è stato costruito nella seconda metà dell'Ottocento su tre livelli.[26]
- Case Liberty. Trattasi di case site lungo la fascia costiera che parte da località Portelle ed arriva a Valle Grotte. Sono stare realizzate durante la prima metà del XX secolo nello stile liberty abruzzese.[27] Tra queste si ricorda anche Villa Carabba, in località Portelle.

### Mura e siti archeologici
- Cinta muraria. Alcuni tratti della cinta muraria sono stati inglobati in alcuni edifici, sono per lo più visibili in via Mario Bianco e su via Orientale. Era realizzata in laterizio.[28]
- Sito archeologico di Murata Bassa; situato in via Lungomare di Gualdo presso la Marina. Risale al I secolo d.C. e, come mostrano alcuni reperti (alcune monete di età tardo-antica, tombe e lucerne del periodo bizantino), che è abitato fino al VI secolo. Gli scavi eseguiti tra il 1991 ed il 1994 hanno scoperto un edificio di epoca tardo-repubblicana con basi di colonne quadrate e circolari. L'edificio è realizzato in opus incertum e ciottoli. L'edificio forse era una fornace per la terracotta.[29]

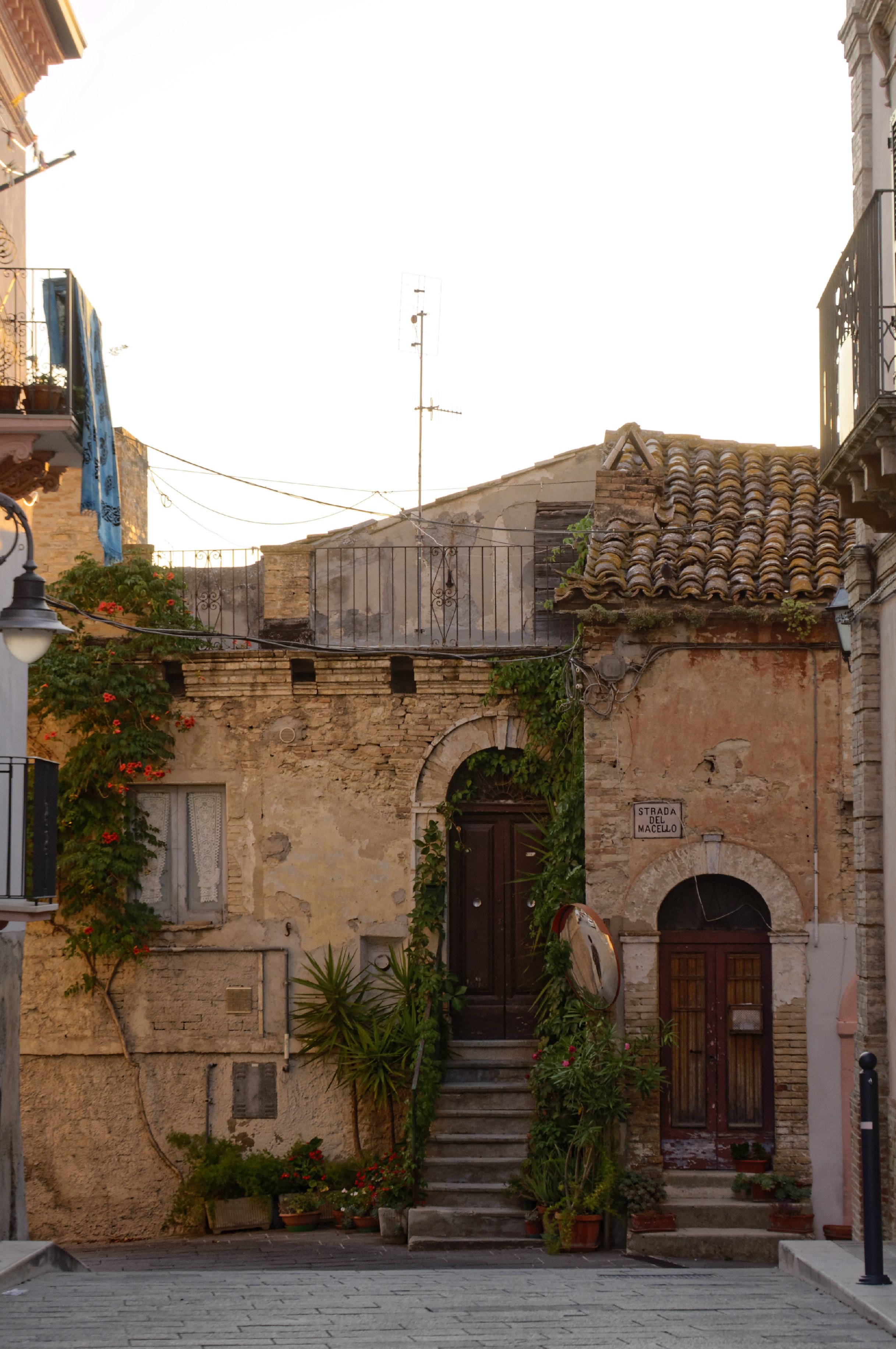
Scorcio di San Vito vecchia, via del Macello

Le prime notizie di San Vito risalgono all'età romana, quando esisteva (e le rovine attuali lo dimostrano) un porto fluviale presso località Murata Bassa, ossia l'attuale porticciolo turistico della Marina. Il borgo vero e proprio sopra la cresta collinare si sviluppò nell'VIII secolo, insieme al culto di San Vito Martire, e con i Longobardi entrò nel ducato di Spoleto. Con la conquista normanna dell'XI secolo San Vito si dotò di mura di cinta, con l'edificazione del fortino militare detto Castellalto. Nel periodo aragonese il porto sanvitese era usato con scalo commerciale da Lanciano, il che provocò varie lotte con la vicina rivale Ortona, che dal XIV secolo fino al 1426 varie volte tentò di evitare la ricostruzione potenziata del porto da parte di Lanciano, fino allo scoppio di una guerra, sanata da San Giovanni da Capestrano. Con la decadenza delle fiere in seguito alle guerre franco-spagnole per il dominio del Regno di Napoli, San Vito decadde, e venne venduta a Sancho Lopez nel 1528, che lo vendette a vari altri signori, come i Caracciolo, fino a diventare municipio nell'800, incluso nel distretto di Lanciano. La parte più antica di San Vito inizia da Piazza Garibaldi e termina lungo il corso Trento e Trieste, le mura parzialmente visibili della cinta delimitano la parte del torrione sud-est in Piazza Garibaldi, e via Mario Bianco.
Il castello era un piccolo fortilizio militare collegato alle mura di cinta e alle torri di controllo, che sono visibili lungo via Orientale e via Mario Bianco, in parte inglobate nelle case nel Settecento, e in parte ancora visibili, che denunciano l'aspetto in opus mixtum e opus cementicium. Torri riadattate a case sono visibili nel cuore del paese, il castello era l'attuale palazzo comunale con il Comando dei Carabinieri in Largo Altobelli, torri sono visibili lungo corso Mazzini e l'inizio di corso Trento e Trieste, mentre un'altra porzione delle mura medievali in via Bianco, mentre l'antico palazzo del Capitano in stile rinascimentale. Una parte del giardino privato del castello e della piazza d'Armi è stata riadattata come Teatro all'aperto "Due Pini".

### Altri monumenti e luoghi d'interesse

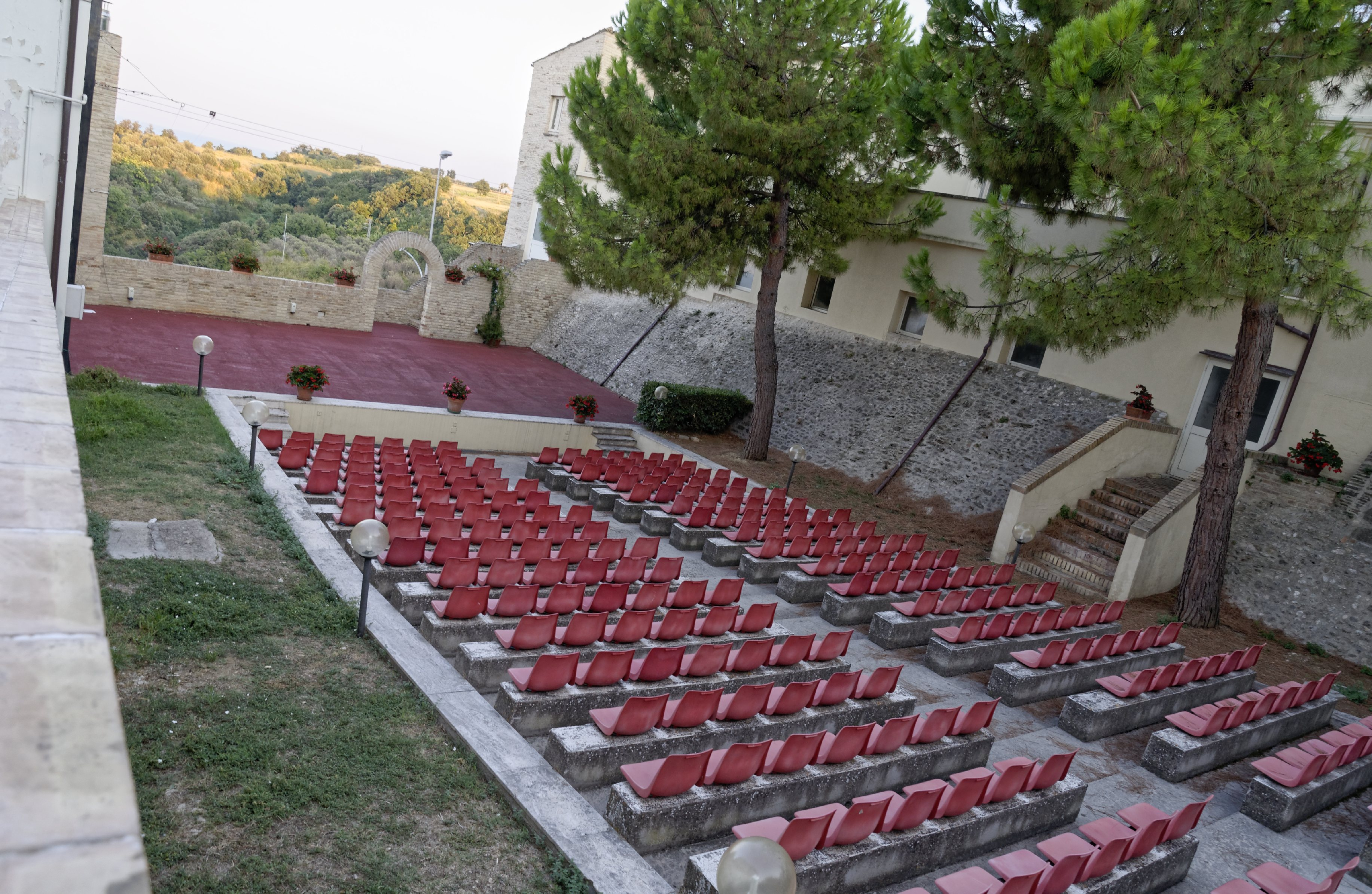
Teatro Due Pini, corso Mazzini

- Fonte Grande. È sita in località Rio Fontane. Fu realizzata nel 1914 e recentemente restaurata. La pianta centrale presenta una massiccia struttura quadrata per addurre l'acqua. Un porticato con pilastri segnati da lesene che sorreggono degli archi a tutto sesto è addossato all'elemento centrale.[30]
- Fonte Cupa. È sita in località Rio Fontane. Fu realizzata nel 1814 e recentemente restaurata. È costituita da un fronte lapideo realizzato in conci di pietra arenaria decorato da figure antropomorfe mediante le quali sgorga l'acqua. Il coronamento è a timpano triangolare.[31]

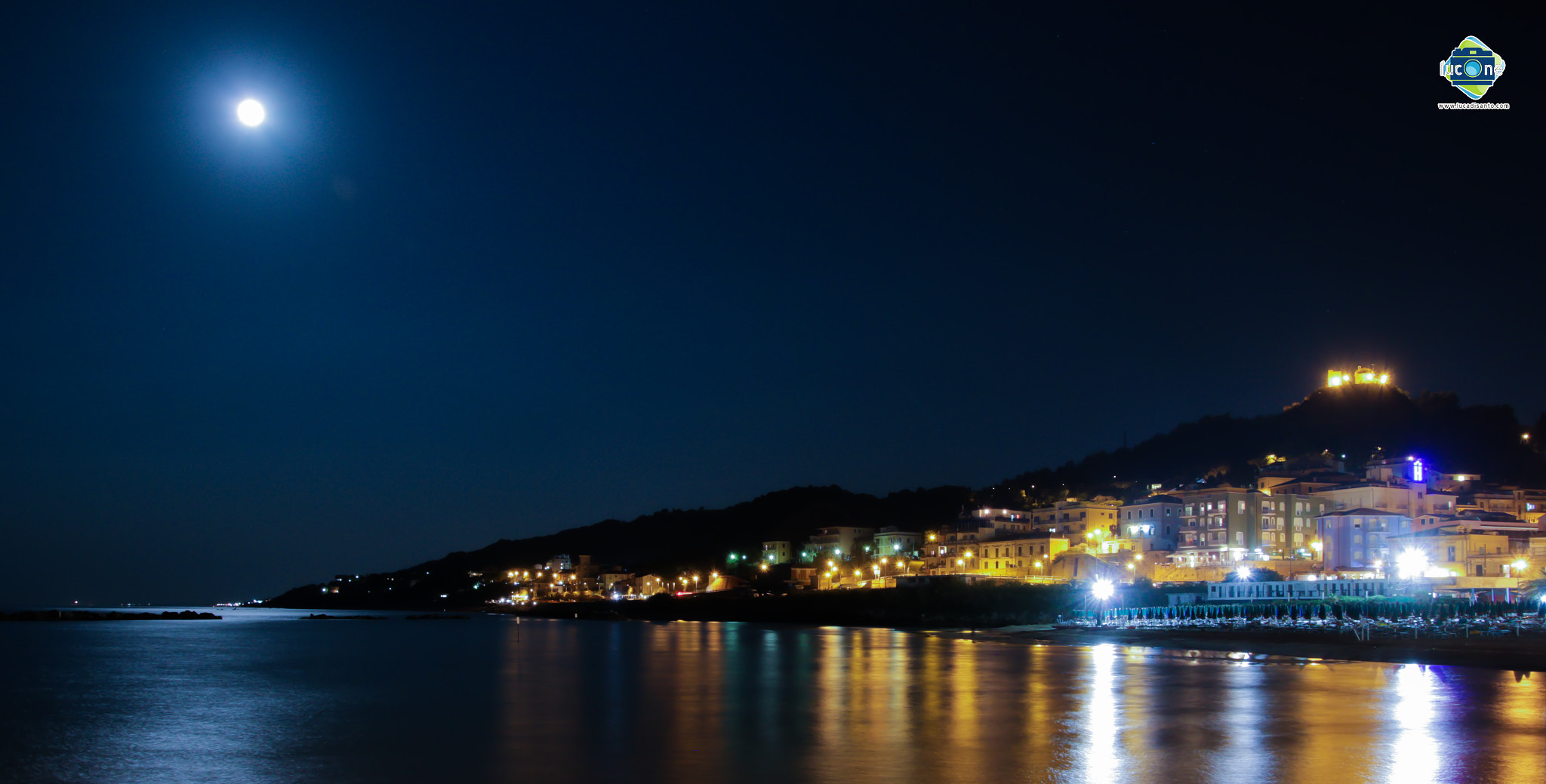
Veduta della Marina di San Vito dal pontile sul lungomare

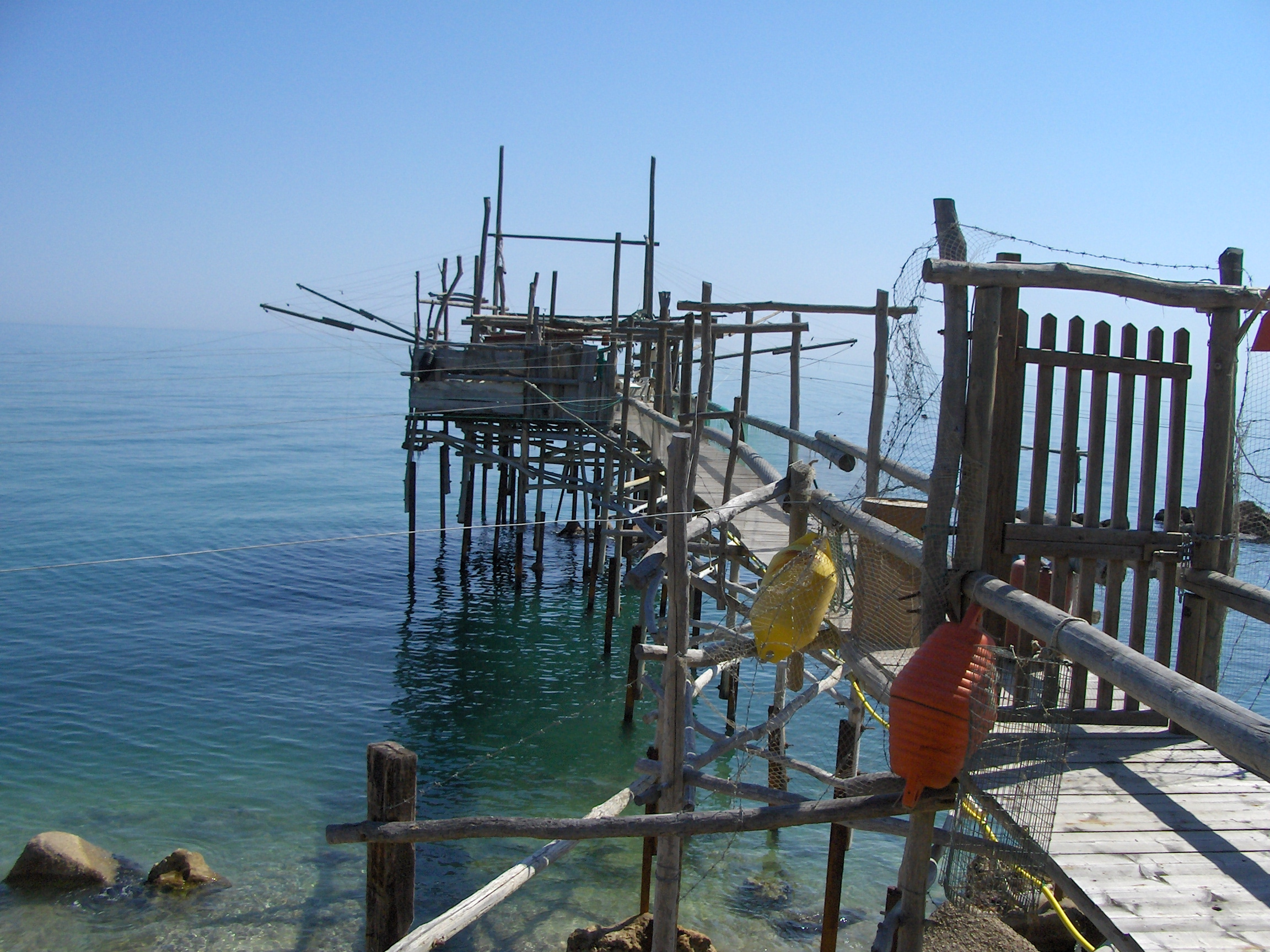
Uno dei tanti trabocchi di San Vito Chietino

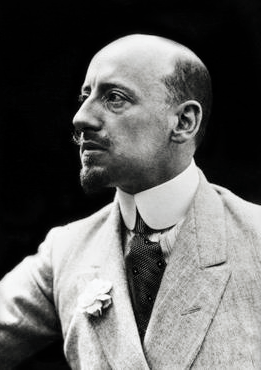
Ritratto fotografico di d'Annunzio

- Trabocco del Turchino. È sito in località Portelle presso un piccolo sperone roccioso detto promontorio di Capo Turchino. È realizzato con palizzate di legno senza fondamenta ma tenute in equilibrio mediante strallo di cavi e fissaggio dei pali alla roccia. Il percorso sui pali è realizzato con delle travi sempre in legno, molte delle quali scomparse per via della deteriorabilità dei materiali, che dalla riva porta al casolare della pesca e ad una piattaforma ove era possibile pescare mediante un sistema di tiranti e bilancieri si poteva calare ed issare le reti da pesca. Recentemente (2014) è crollato a causa delle forti mareggiate e della scarsa manutenzione, suscitando forti critiche dai cittadini[32] I lavori del 2016 tuttavia hanno cercato quanto più possibile di ricostruire la struttura com'era prima della mareggiata, e oggi è nuovamente fruibile.
- La grotta delle Farfalle. Esattamente al confine tra i territori dei comuni di San Vito Chietino e Rocca San Giovanni, è posta la Grotta delle Farfalle, curiosità naturalistica del territorio della Costa dei Trabocchi. Il territorio della Grotta delle Farfalle è attualmente compreso tra i siti SIC (Siti di Interessi Comunitario) ed è entrata di recente nell'elenco delle riserve naturali regionali.[33]
- La sorgente di Pagliarone e Fontamara. La costruzione dell'acquedotto di San Vito Chietino nel 1906, realizzata acquistando dal Comune di Treglio la sorgente posta tra le Contrade San Giorgio e Pagliarone, determinò la violenta opposizione dei contadini di quest'ultima località coinvolti dall'esproprio della sorgente. Tale evento, secondo l'opinione di taluni, fornì allo scrittore abruzzese Ignazio Silone l'ispirazione per il romanzo Fontamara.

## San Vito nella letteratura: Gabriele D'Annunzio

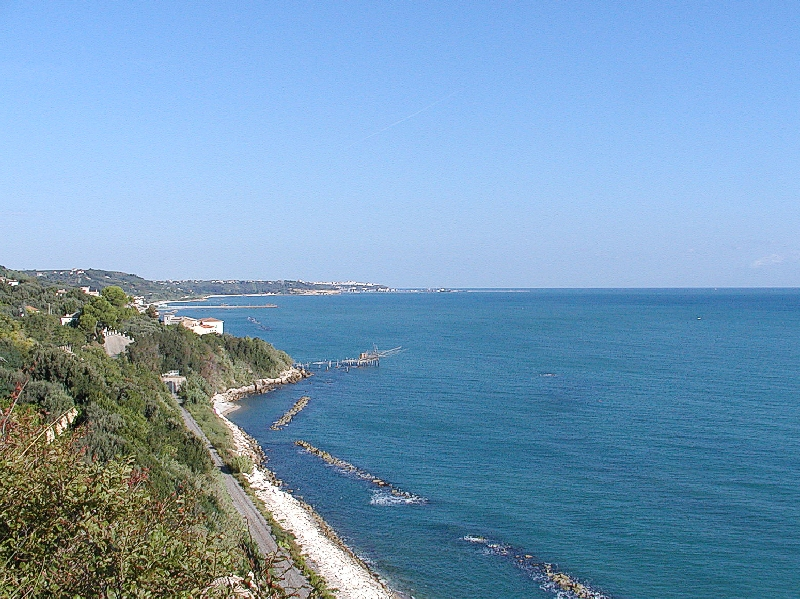
Panorama del promontorio dannunziano

L'Abruzzo è stato per circa un quarto di secolo (1879-1905) presente nella produzione letteraria di D'Annunzio, sia nelle sue raccolte poetiche (soprattutto, ma non solo, in Canto novo), sia nei suoi romanzi e novelle (Il trionfo della morte, Le vergini delle rocce, Le novelle della Pescara) sia, successivamente, in alcuni dei suoi più importanti drammi teatrali (La figlia di Jorio e La fiaccola sotto il moggio). Oltre alla Pescara natale e alla vicina Francavilla al Mare, in cui soggiornò ripetutamente, ospitato nel celebre Conventino dall'amico fraterno Francesco Paolo Michetti, rivestì particolare importanza per il poeta il periodo trascorso a San Vito Chietino nel 1889 con la donna che all'epoca amava, Barbara Leoni (1862-1949). L'alloggio prescelto era costitituito da una casa rurale situata su un promontorio lambito dall'Adriatico nella località sanvitese di Portelle, nota oggi come eremo dannunziano, lungo la Strada statale 16 Adriatica, direzione Fossacesia Marina. Il Vate rimase particolarmente colpito dalla bellezza del luogo che ribattezzò Il paese delle ginestre. Nel 1894 D'Annunzio pubblicò, in ricordo dell'esperienza vissuta, il romanzo Il Trionfo della morte, cui abbiamo fatto precedentemente accenno, ambientato in massima parte a San Vito e nei suoi immediati dintorni.
Nel romanzo infatti, il protagonista, Giorgio Aurispa, nobile abruzzese residente a Roma, si trasferisce a San Vito Chietino per potersi dedicare con tranquillità alla letteratura e allo studio del superuomo di Nietzsche e nel contempo concedersi un periodo di riposo con l'amante Ippolita Sanzio, che, per ammissione dello stesso D'Annunzio va identificata con Barbara Leoni. Giorgio inizialmente è affascinato dalla natura, e anche dalle usanze abruzzesi, ma poi ne resta sconvolto per le superstizioni che ancora contraddistinguono quelle genti, fra cui la credenza nelle streghe che dissanguano i bambini. L'estraneità di Giorgio nei confronti di una umanità così diversa da lui, raggiunge il suo punto algido quando egli e Ippolita si recano in pellegrinaggio a Casalbordino nel Santuario della Madonna dei Miracoli, dove una massa di infermiere e malati si flagella macabramente davanti alla statua della Vergine (tale esperienza fu vissuta dallo stesso D'Annunzio e dalla Leoni). E sarà proprio la consapevolezza maturata dal protagonista di tale estraneità verso quel mondo e verso tutti gli altri mondi possibili, dalla sua terra d'origine, l'Abruzzo, fino a Roma, con i suoi ambienti dorati, a « [...] impressionare potentemente il suo spirito e a innescare quel meccanismo autodistruttivo che condurrà alla tragedia finale.». Giorgio Aurispa si lancerà infatti da un promontorio andando incontro alla morte insieme all'amante.
Dopo una lunga assenza Gabriele D'Annunzio tornò a visitare San Vito Chietino. «In uno degli gli anni stanchi...», scrisse il poeta nel 1935, « [...] prima della buona guerra, io volli tornare in incognito al paese delle chiare ginestre e della bruma come un'oliva Favetta...». Nell'eremo ritrovò un vecchio conoscente, Cola di Cinzio « [...] che raccontava la storia a modo suo,con l'accento di un favolatore d'inverno...»

## Società

### Evoluzione demografica
Abitanti censiti

### Etnie e minoranze straniere
Nel comune sono residenti 379 cittadini di nazionalità non italiana, che rappresentano circa il 7,1% della popolazione complessiva. I gruppi etnici stranieri più numerosi provengono dall'Europa orientale (Romania soprattutto, ma anche Polonia e Ucraina) e dai Balcani (Albania) come si desume dai dati statistici qui di seguito riportati e relativi al 31 dicembre 2015
| Provenienza | Unità |
| ----------- | ----- |
| Romania     | 130   |
| Albania     | 73    |
| Polonia     | 19    |
| Argentina   | 19    |
| Francia     | 10    |
| Ucraina     | 10    |

## Cultura

### Eventi
- 20 marzo e 15 giugno: festa patronale di San Vito Martire
- Dal 5 luglio al 30 agosto: Mercatino artigianale "Curiosando"
- Madonna del Porto e processione delle barche a San Vito Marina - ultima domenica di Luglio
- 8-10 luglio: "Summer Beer Festival "

## Economia
Nell'economia della cittadina occupa un posto di assoluto rilievo il turismo, sia balneare, sia culturale, sviluppatosi quest'ultimo grazie alla presenza dei Trabocchi, dell'Eremo dannunziano, dei tanti edifici civili e religiosi di pregio che danno lustro al centro storico, della vicina Abbazia di San Giovanni in Venere, che seppur situata nel territorio comunale di Fossacesia è facilmente raggiungibile in tempi brevi da San Vito Chietino. La frazione di Marina di San Vito è fornita di alberghi e camping, nonché ristoranti e locali di vario tipo. Sono frequenti anche le escursioni marine lungo tutta la costa dei Trabocchi, il cui cuore pulsante è costituito dalla fascia litoranea dei Comuni di San Vito Chietino, Rocca San Giovanni e Fossacesia. Ad animare ulteriormente la vita turistica sia del Centro storico sia del borgo marinaro, sono, soprattutto in estate, i numerosi eventi ricreativi e culturali organizzati dal Comune e dalla Pro loco.
L'agricoltura locale, fonte principale di reddito fino alla fine degli anni cinquanta, ha mantenuto una notevole importanza sia nel settore vinicolo sia in quello oleario, il cui livello qualitativo ha permesso alla città di entrare a far parte, a pieno titolo, dell'Associazione nazionale città dell'olio

## Infrastrutture e trasporti

### Strade
- Autostrada A14: uscita per Lanciano (San Vito - Rocca San Giovanni), proseguendo verso la regionale per San Vito, distanza 3 km.
- Strada statale 16 Adriatica: da Pescara proseguendo verso Ortona, e infine San Vito Marina, o da Vasto per Pescara, attraversando Casalbordino Torino di Sangro, Fossacesia.
- Strada statale 84: da Lanciano, proseguendo per contrada Torre Sansone, giungendo alla Marina di San Vito passando per contrada Castellana e Cese.

### Ferrovie
Il comune di San Vito Chietino è attualmente servito dalla nuova stazione RFI di San Vito-Lanciano sulla Linea Adriatica Ancona - Lecce. Tale stazione è situata nella frazione Marina di San Vito, arretrata nell'entroterra rispetto alla vecchia stazione RFI di San Vito-Lanciano situata sulla costa ma dismessa nel 2005 a seguito del nuovo tracciato in variante.

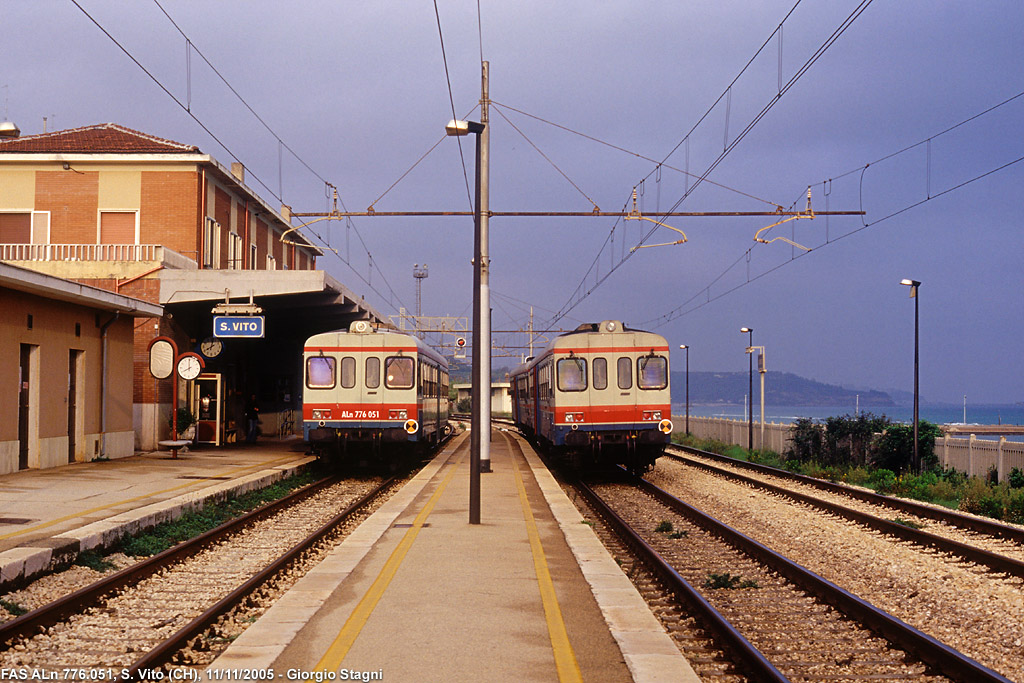
Vecchia stazione RFI di San Vito-Lanciano

In passato il centro storico di San Vito Chietino ed alcune sue frazioni erano raggiungibili con la Ferrovia Sangritana che originava dalla stazione di San Vito Marina adiacente alla vecchia stazione RFI di San Vito-Lanciano. Da quest'ultima stazione transitavano alcune corse della Sangritana da e per Pescara o Termoli, poiché il capolinea di San Vito Marina era stazione di testa.
Le fermate della Ferrovia Sangritana a servizio del comune e delle sue frazioni erano: San Vito Marina, San Vito Trasbordo, Cericola, San Vito Città, Ruvo dello Zucchero. La linea poi continuava fino a Castel di Sangro (FAS).

### Porti
San Vito ha un porto commerciale non idoneo per l'attracco di grandi navi, dunque il porto più vicino è quello di Ortona, a 7 km di distanza, oppure quello di Vasto. Si prosegue successivamente per la SS 16 Adriatica.

### Mobilità urbana
Il centro è molto ben collegato a Ortona-Pescara-Vasto e Lanciano. Vi sono trasporti urbani gestiti dalla linea bus Sangritana, che percorre tutto il giorno, a orario continuato, salvo blocco temporaneo del servizio, le strade principali, collegando inoltre molto bene sia il comune superiore a quello inferiore, che San Vito stessa alle contrade. La stazione dei bus si trova vicino al campo da calcio, a San Vito Marina.

## Amministrazione
| Periodo          | Periodo        | Primo cittadino           | Partito                                                      | Carica  | Note          |
| ---------------- | -------------- | ------------------------- | ------------------------------------------------------------ | ------- | ------------- |
| 21 novembre 1993 | 26 maggio 2002 | Gianfranco Basterebbe     | Lista Civica di Sinistra                                     | Sindaco | [ 41 ] [ 42 ] |
| 27 maggio 2002   | 27 maggio 2007 | Maria Teresa Giannantonio | Lista Civica di Centro-sinistra                              | Sindaco | [ 43 ]        |
| 28 maggio 2007   | 11 giugno 2017 | Rocco Catenaro            | Lista Civica di Centro-destra Nuova Alleanza                 | Sindaco | [ 44 ] [ 45 ] |
| 12 giugno 2017   | in corso       | Emiliano Bozzelli         | Lista Civica San Vito Bene Comune - grazie San Vito Chietino | Sindaco | [ 46 ]        |

### Gemellaggi
- San Vito Lo Capo in Sicilia

## Sport

### Calcio
La squadra del San Vito 83 L.d.N (Lino de Nardis) partecipa attualmente al campionato di Promozione abruzzese e disputa gli incontri casalinghi nello stadio "Tommaso Verì".
La Storia Calcistica Sanvitese vede le prime apparizioni alla fine degli Anni '40, quando si organizzavano "incontri domenicali" tra una rappresentativa del Capoluogo (denominata "Capammond'") ed una della Marina (denominata "Capabball'").
La prima società calcistica nacque nel 1957 con il nome di Pro Calcio e partecipò per cinque anni ad un campionato secondario regionale denominato Prima Divisione.

### Basket
La squadra con maggior successo fu il Basket San Vito, che nel 2010 raggiunse C1 nazionale. Negli anni successivi il Basket San Vito ha ceduto il proprio titolo alla We're Basket, che svolge il campionato di B2 oltre ad attività di settore giovanile anche nell'area sanvitese.